# Alexander Symonenko
Alexander Serhiyovych Symonenko (em ucraniano:  Симоненко Олександр Сергійович; Kirovohrad, 14 de fevereiro de 1974) é um ex-ciclista ucraniano. Symonenko representou sua nação nos Jogos Olímpicos de Verão de 1996 e 2000.